# Marizu Terza
Pour les articles homonymes, voir Terza.
 (août 2010).
Si vous disposez d'ouvrages ou d'articles de référence ou si vous connaissez des sites web de qualité traitant du thème abordé ici, merci de compléter l'article en donnant les références utiles à sa vérifiabilité et en les liant à la section « Notes et références ».
Marizú Terza est une artiste peintre née le 10 avril 1953 à Buenos Aires en Argentine. 
Elle réalise des œuvres de grandes dimensions, dans un style abstrait poétique avec un goût pour la couleur qui en fait une artiste proche de l'expressionnisme abstrait.

## Biographie
Elle a étudié dans les meilleurs ateliers privés de Buenos Aires, elle a poursuivi ses études à l’école  supérieure de beaux-arts Ernesto de la Carcova, puis aux États-Unis à Boston dans le Massachusetts, et enfin à Madrid en Espagne.
Marizú a fait sa première exposition à la Galerie Lirolay en 1975, suivie de plusieurs expositions dans les plus importantes galeries d’art de Buenos Aires telles que Zurbaran, Tema, Jacques Martinez, Centro Cultural Recoleta et le musée Larreta. En même temps, elle a exposa à Bonn (Allemagne), à Miami (USA), à la Galerie de la Rose (rue Keller à Paris), à San Pablo (Brésil), à Punta del Este (Uruguay) et au consulat argentin au Pakistan.
En 1982 elle organise Le Centre D’Art Visuels à Buenos Aires, avec la maîtrise "Master in Fine Arts". En 1992 elle fait la première production dédié aux beaux arts pour la télévision argentine.
Pendant dix ans, elle a montré tout ce qui s’est passé dans le monde des beaux arts en Argentine ainsi qu'à l'extérieur, par exemple à la Biennale de Venise en Italie. Par la suite, elle a décidé de se focaliser sur son œuvre personnelle. Aujourd’hui, elle habite et travaille à Punta del Este en Uruguay. Son atelier est dans un petit village sur la mer qui s’appelle Manantiales.

## Critiques
« L’art se conquiert épée en main, tels sont les mots de Jean Auguste Dominique Ingres, maître du siècle passé. On peut dire que Marizú Terza a accepté le défi et l’a amené à la pratique. [...] Ses abstractions d’un vol poétique confirment ces affirmations. On lui souhaite la bienvenue sur le navire en lui rappelant que le voyage est chaque fois plus risqué et que c’est pour ça que l’habileté en matière d’art est une chose dont la conquête ne finit jamais. »
« Dans la Galerie d’art Tema, je me rappelle m’être arrêté devant les vivides abstractions de Marizú Terza. Un grand sens de la couleur, instinctif et à la fois harmonieusement organisé. Intensité dans les graphismes tellement expressifs et tout un monde qui bat mais que l’on peut voir aussi dans cette rébellion de la matière qui est peu à peu calmée, comme si l’on marchait sur un océan furieux avec une tonalité très vive et la constante musique de ses vagues. Ces peintures ont une force atavique. Impressionnante. On y peut sentir les tourments de l’être, dont Marizú Terza témoigne à chaque touche de couleur. C’est surtout une peinture définie, frontale, debout qui nous pénètre et nous habite comme une épée pleine de lumière. »
« Dans la Galerie d’art N Q, on peut voir les travaux de Marizú Terza, nommés génériquement "Fenêtres". Elles sont des ouvertures aux différents états de l’âme et aux ciels, à la solitude d’un paysage métaphysique, avec un  travail équilibré des couleurs. Elle montre une forte tendance à l’abstraction, où l’humanisme exerce une forte influence dans l’esprit du public. La matière a été travaillée sur la toile avec une grande passion dans les différents plans et graphismes qui appellent au mystère avec un jeu des tonalités très suggestives. Chaque toile présente une composition parfaite, on est pourtant devant une artiste ayant la maîtrise naturelle de ses moyens qui se traduisent dans des fruits d’une valeur esthétique qui n’est pas facile à trouver. »